# Макаров, Фёдор Алексеевич
Фёдор Алексеевич Макаров (8 февраля 1901, деревня Дубовик, Тверская губерния, Российская империя — 9 марта 1989, Москва, СССР) — советский военный деятель, генерал-майор (02.11.1944).

## Начальная биография
Родился 8 февраля 1901 года в деревне Дубовик, ныне в Оленинском районе Тверской области.
В Первую мировую войну в сентябре 1914 года Макаров в 13-летнем возрасте добровольцем бежал на Западный фронт с 268-м пехотным Пошехонским полком и воевал под Ловичем и Скерневицами. В декабре по малолетству возвращен в Петроград и работал дворником и кочегаром парового отопления (в частном доме), с октября 1915 года — на Петроградском патронном заводе на Выборгской стороне и подручным токаря на Путиловском заводе, с января 1918 года — рабочим пути на Балтийском вокзале. С июня 1917 по март 1918 года одновременно состоял в красногвардейской дружине Нарвского района Петрограда.

## Военная служба

### Гражданская война
1 апреля 1918 года добровольно вступил в РККА и зачислен красноармейцем в 1-й пулеметный социалистический полк, а через 10 дней убыл с ним в район форта Ино против финнов. После взрыва форта возвратился в Петроград и 25 мая убыл на Уральский фронт, по пути в город Пермь он был назначен на бронепоезд № 2 помощником начальника пулеметной команды. В составе отряда Березина участвовал с ним в боях против белочехов в районах Томска, Екатеринбурга и станции Кузино.
В августе 1918 года перешёл в отряд минных катеров на должность старшего пулемётного командора и убыл с ним из Петрограда в Астрахань в состав Каспийско-Волжской флотилии. Участвовал в походе против канонерских лодок белых «Карс» и «Ардакан». В декабре перешел помощником командира взвода в особый партизанский отряд 11-й армии под командованием Д. П. Жлобы и воевал с ним под Астраханью и на реке Маныч. С марта 1919 года служил в 34-й стрелковой дивизии помощником командира взвода кавалерийского дивизиона и командиром взвода 1-го кавалерийского полка отдельной кавалерийской бригады. Воевал под Астраханью и на Северном Кавказе, участвовал в боях с отступающими деникинскими войсками и мусаватистами в Азербайджане.
С апреля 1920 года был помощником командира взвода в 1-м кавалерийском полку отдельной кавалерийской бригады 28-й стрелковой дивизии. Летом прошёл подготовку на курсах заведующих библиотеками при политотделе дивизии в городе Баку и назначен библиотекарем в прежний полк. Затем убыл с полком на границу с Арменией и командиром пулемётного взвода участвовал в боях с отрядами генерала Г. Нжде и дашнаками. В 1920 году вступил в РКП(б). В январе 1921 года полк влился в Курышкинскую кавалерийскую дивизию и переименован в 106-й кавалерийский, а Макаров служил в нём библиотекарем эскадрона и помощником командира взвода. С июня по сентябрь 1921 года находился на учёбе в партийной школе при политотделе Отдельной кавбригады, затем служил в 18-й кавалерийской дивизии инструктором политотдела, политруком эскадрона связи 105-го (2-го) кавалерийского полка.

### Межвоенное время
После войны с сентября 1922 года проходил службу политруком эскадрона связи Отдельной кавбригады ОККА в городе Тифлис, с февраля 1923 года — политруком эскадрона 65-го кавалерийского полка этой бригады. С сентября 1924 по сентябрь 1926 года учился в Военно-политической школе этой армии в Тифлисе, затем был политруком учебной батареи в 3-м Кавказском артиллерийском полку 3-й Кавказской стрелковой дивизии в городе Ленинакан.
В марте 1931 года зачислен слушателем в Военную академию РККА им. М. В. Фрунзе. В июне 1934 года окончил её и назначен начальником штаба 36-го стрелкового полка 12-й стрелковой дивизии ОКДВА в городе Благовещенск, с декабря 1935 года исполнял должность помощника начальника оперативной группы армии. С октября 1938 года был начальником 1-й части штаба 34-й стрелковой дивизии 2-й Отдельной Краснознаменной армии (Бабстово), с октября 1939 года — начальником 2-го отдела Северной армейской группы войск этой армии (г. Николаевск-на-Амуре). С августа 1940 года исполнял должность зам. начальника штаба Особого стрелкового корпуса Дальневосточного фронта, а с декабря — заместитель командира 79-й стрелковой дивизии (г. Александровск на Сахалине).

### Великая Отечественная война
С началом войны в той же должности. В ноябре 1941 года подполковник Макаров был назначен командиром 190-й стрелковой дивизии в составе 106-го Полтавского укреплённого района 25-й армии Дальневосточного фронта (с. Чернятино), затем в июле 1942 года принял командование 12-й отдельной стрелковой бригадой 1-й Краснознаменной армии (с. Хороль).
В июне 1943 года откомандирован на учебу в Высшую военную академию им. К. Е. Ворошилова. После окончания ее ускоренного курса в октябре назначен начальником штаба 105-го стрелкового корпуса 65-й армии 1-го Белорусского фронта и участвовал с ним в освобождении Белоруссии, в Гомельско-Речицкой, Калинковичско-Мозырской, Бобруйской, Минской, Люблин-Брестской наступательных операциях. За боевые отличия в этой должности полковник Макаров был награждён орденом Красного Знамени (14.8.1944).
7 сентября 1944 года вступил в командование 69-й стрелковой дивизией этой армии и воевал с ней до конца войны. Принял её в период упорных боев на плацдарме на реке Нарев. 14 января 1945 года дивизия перешла в наступление, прорвала оборону немцев юго-западнее города Пултуск и участвовала в Восточно-Прусской, Млавско-Эльбинской и Восточно-Померанской наступательных операциях. С 17 по 30 марта ее части вели бои за освобождение города Гданьск. Затем дивизия была переброшена под город Штеттин и во второй половине апреля вела бои по удержанию и расширению плацдарма на западном берегу реки Одер южнее города. С 24 апреля ее части, преследуя противника, вели бои по уничтожению его северной группировки. С выходом на побережье Балтийского моря в районе Росток, Варнемюнде они окончили боевые действия. За участие в разгроме данцигской (гданьской) группировки противника и за успешные бои на западном берегу реки Одер дивизия была награждена орденом Кутузова 2-й ст. (4.6.1945).
За время войны комдив Макаров был одиннадцать раз упомянут в благодарственных в приказах Верховного Главнокомандующего.

### Послевоенное время
После войны с 3 июля 1945 года генерал-майор Макаров исполнял должность заместителя командира 105-го стрелкового корпуса в СГВ, затем в июле 1947 года переведён на ту же должность в 24-й гвардейский стрелковый корпус ОдВО в город Тирасполь. С мая 1949 года исполнял должность начальника отдела боевой подготовки Военного управления штаба СВАГ, с марта 1950 года — начальника организационно-инструкторского отделения и заместителя начальника Военного отдела Управления делами Советской контрольной комиссии в Германии, с февраля 1952 года — начальника этого отдела. С сентября 1953 года был заместителем главного военного советника по обучению Казарменной народной полиции ГДР. После возвращения в СССР в июле 1954 года назначен старшим преподавателем кафедры общей тактики Военно-инженерной академии им. В. В. Куйбышева.
9 февраля 1956 года уволен в запас.

## Награды
СССР
- ордена Ленина (21.02.1945[4])
- три ордена Красного Знамени (14.08.1944, 03.11.1944[4], 1949[4])
- орден Суворова II степени (29.05.1945)
- орден Кутузова II степени (06.04.1945)
- орден Отечественной войны I степени (06.04.1985)
- медали в том числе:
  - «XX лет Рабоче-Крестьянской Красной Армии» (1938)
  - «За Победу над Германией в Великой Отечественной войне 1941—1945 гг.» (1945)
  - «Ветеран Вооружённых Сил СССР» (1976)

Приказы (благодарности) Верховного Главнокомандующего в которых отмечен Ф. А. Макаров.
- За прорыв на двух плацдармах на западном берегу реки Нарев, севернее Варшавы, глубоко эшелонированной обороны противника, и овладение сильными опорными пунктами обороны немцев городами Макув, Пултуск, Цеханув, Нове-Място, Насельск. 17 января 1945 года. № 224.
- За овладение городами Гнев (Меве) и Старогард (Прейсиш Старгард) — важными опорными пунктами обороны немцев на подступах к Данцигу. 7 марта 1945 года. № 294.
- За овладение важными узлами железных и шоссейных дорог — городами Лауенбург и Картузы (Картхауз). 10 марта 1945 года. № 298
- За овладение городом и крепостью Гданьск (Данциг) — важнейшим портом и первоклассной военно-морской базой немцев на Балтийском море. 30 марта 1945 года. № 319
- За форсирование Одера южнее Штеттина, прорыв сильно укрепленной обороны немцев на западном берегу Одера и овладение главным городом Померании и крупным морским портом Штеттин, а также овладение городами Гартц, Пенкун, Казеков, Шведт. 26 апреля 1945 года. № 344.
- За овладение городами Эггезин, Торгелов, Пазевальк, Штрасбург, Темплин — важными опорными пунктами обороны немцев в Западной Померании. 28 апреля 1945 года. № 350.
- За овладение городами Грайфсвальд, Трептов, Нойштрелитц, Фюрстенберг, Гранзее — важными узлами дорог в северо-западной части Померании и в Мекленбурге. 30 апреля 1945 года. № 352
- За овладение городами Штральзунд, Гриммен, Деммин, Мальхин, Варен, Везенберг — важными узлами дорог и сильными опорными пунктами обороны немцев. 1 мая 1945 года. № 354
- За овладение городами Росток, Варнемюнде — крупными портами и важными военно-морскими базами немцев на Балтийском море и овладение городами Рибнитц, Марлов, Лааге, Тетерев, Миров. 2 мая 1945 года. № 358.
- За овладение городами Барт, Бад-Доберан, Нойбуков, Варин, Виттенберге и за соединение на линии Висмар — Виттенберге с союзными нам английскими войсками. 3 мая 1945 года. № 360.
- За форсирование пролива Штральзундерфарвассер, полное овладение островом Рюген и городами Берген, Гарц, Путбус, Засснитц находящимися на нём. 6 мая 1945 года. № 363.

Других государств
- Кавалер рыцарского ордена «Виртути Милитари» (ПНР) (1945)
- Медаль «За Варшаву 1939—1945» (ПНР (1945)
- Медаль «За Одер, Нейсе, Балтику» (ПНР (1945)
- Медаль «Победы и Свободы» (ПНР (1945)